# Al-Baghdadi
Al-Baghdadi  ou Khan al-Baghdadi (em árabe: خان البغدادي Ḫān al-Baġdādī), é um povoado na província de Al-Anbar no Iraque, situado cerca de 200 km da Bagdá e a 80 km de Ramadi (a mais importante cidade da província), às margens do rio Eufrates, no caminho que leva à fronteira com a Síria. Sua denominação significa "aquele que é originário ou que é de" Bagdá.
Em fins da década de 1970 a empresa brasileira Mendes Junior, através da sua controladora Mendes Junior International Company, estabeleceu o seu acampamento central para a construção da ferrovia Bagdá - Alcaim - Akashat. Esta ferrovia liga a capital do Iraque à fronteira com a Síria em Alcaim e depois segue até a mina de fosfato localizada em Akashat, também vizinha da Síria.
Em 1982, a Construtora Mendes Junior construiu o seu acampamento central (o maior de um total de dez acampamentos, com 2 milhões e 25 mil metros quadrados) nas proximidade do km 215 da ferrovia que atravessa Al-Baghdadi. Os dez acampamentos juntos ocupavam um área de 385,5 hectares, equivalente ao bairro de Copacabana no Rio de Janeiro, e continha 13 mil e quinhentos funcionários de 50 diferentes nacionalidades. Neste acampamento central, viviam 5 mil pessoas, das quais 3500 eram brasileiros.
Entre meados de 2014 e início de 2015, a facção terrorista Estado Islâmico travou combates com as Foças Iraquianas pelo controle da cidade e em fevereiro deste mesmo ano, os insurgentes tomaram o controle da maior parte da cidade.